# Radomice (gromada)
Radomice – dawna gromada, czyli najmniejsza jednostka podziału terytorialnego Polskiej Rzeczypospolitej Ludowej w latach 1954–1972.
Gromady, z gromadzkimi radami narodowymi (GRN) jako organami władzy najniższego stopnia na wsi, funkcjonowały od reformy reorganizującej administrację wiejską przeprowadzonej jesienią 1954 do momentu ich zniesienia z dniem 1 stycznia 1973, tym samym wypierając organizację gminną w latach 1954–1972.
Gromadę Radomice z siedzibą GRN w Radomicach utworzono – jako jedną z 8759 gromad na obszarze Polski – w powiecie lipnowskim w woj. bydgoskim, na mocy uchwały nr 24/8 WRN w Bydgoszczy z dnia 5 października 1954. W skład jednostki weszły obszary dotychczasowych gromad Radomice, Ignackowo, Kłokock i Białowieżyn ze zniesionej gminy Kłokock oraz obszar dotychczasowej gromady Ośmiałowo ze zniesionej gminy Szpetal w tymże powiecie. Dla gromady ustalono 22 członków gromadzkiej rady narodowej.
31 grudnia 1959 do gromady Radomice włączono wsie Barany, Grabiny i Krzyżówki oraz miejscowość Rutki ze zniesionej gromady Barany, a także wsie Ostrowite, Rumunki Ostrowite, Ostrowitko, Suszewo, Rumunki Suszewo i Szczepanki oraz miejscowość Podkłokock ze zniesionej gromady Ostrowite, w tymże powiecie.
31 grudnia 1961 z gromady Radomice wyłączono wieś Suszewo, włączając ją do gromady Czarne w tymże powiecie.
1 stycznia 1969 do gromady Radomice włączono sołectwo Tomaszewo ze zniesionej gromady Czarne oraz sołectwo Komorowo o ogólnej powierzchni 990 ha z (nie zniesionej) gromady Bobrowniki w tymże powiecie.
1 stycznia 1970 z gromady Radomice (retroaktywnie) wyłączono wieś Oparczyska o ogólnej powierzchni 554 ha, włączając ją do gromady Bobrowniki w tymże powiecie.
1 stycznia 1972 gromadę Radomice połączono z gromadą Łochocin, tworząc z ich obszarów gromadę Radomice z siedzibą Gromadzkiej Rady Narodowej w Radomicach w tymże powiecie (de facto gromadę Łochocin zniesiono, włączając jej obszar do gromady Radomice).
Gromada przetrwała do końca 1972 roku, czyli do kolejnej reformy gminnej.